# Idaea amplipennis
Idaea amplipennis är en fjärilsart som beskrevs av Butler 1889. Idaea amplipennis ingår i släktet Idaea och familjen mätare. Inga underarter finns listade i Catalogue of Life.